# お笑いタレント
お笑いタレント（おわらいタレント）は、主にテレビ番組において面白い言葉の表現や、体や顔の表情の面白い動きなどで視聴者や観客を笑わせる役割を担うタレントの総称で、お笑い芸人（おわらいげいにん）とも呼ばれる。「お笑いタレント」と呼ばれる人物は、おおむねコメディアン、落語家・漫才師/漫談師・コント俳優・声帯/形態模写芸人・マジシャン・コミックバンドメンバー、歌手などの芸域のどれかに属する。
この分野に造詣の深い作家・小林信彦は、著書「喜劇人に花束を」他において、「お笑い」という言葉は「お笑い草」などと同様に侮蔑のニュアンスを含む、当事者が卑下して使うものであり、第三者が用いるのは非礼にあたるという見解を示しているが、これは現在のところ大きな広がりには至っていない。
なお、マスコミなどに登場する有名人を「タレント」というのは日本における独特の用法であり英語の本来の意味とは異なる。

## 歴史
「お笑い芸人」「お笑いタレント」という呼称は、日本国内のテレビの普及に伴い、本来舞台をはじめとする多くの場所で様々な分野で活動してきた人々がテレビのバラエティ番組に活動の比重を移すにつれ、彼らを総称する呼び方が必要になったため生まれた。
したがって、お笑い芸人の走りはテレビ放送が始まった当初から存在した。当時はほとんどが漫才師と呼ばれる二人組で漫才をしたり、数人のグループでコントを行ったりして、笑いを取っていた。関東では占領下でジャズ・バンドを結成していたバンドマンたちがコミック・バンドに転じてさらにテレビでコントを披露するようになったり（ハナ肇とクレージーキャッツ、ザ・ドリフターズ等）、浅草公園六区を地盤とする芸人たちがコントを中心に活躍しテレビにも進出したりしていった（コント55号、ツービート等）。1970年代ごろになると関西の吉本新喜劇や松竹新喜劇などで、藤山寛美、間寛平のように大舞台で演技する多数のコメディアンが一世を風靡した。のちに、これらがお笑い芸人として活躍することになる。漫才界ではいとし・こいしなどがテレビに登場するなど、お笑いを取る芸人として活躍する。
1980年代中盤には漫才ブームが発生した。『オレたちひょうきん族』（フジテレビ系列）では、複数のコントから構成されるため、出演するお笑い芸人がベースとする演芸の領域を超える内容となっていた。必然的にこれらの領域は（特に漫才 / 漫談とコントの間で）ボーダーレス化し、やがて一括して「お笑いタレント」「お笑い芸人」 という言葉で総称されるようになった。
「ひょうきん族」以降、お笑いタレントの主な活動拠点は演芸場からテレビに移っており、その結果、持ちネタや持ち芸を披露する機会は少なくなり、本来の職分であるお笑い芸人としての彼ら自身と、一般視聴者との中間的存在であることが求められるようになった。
この過程で漫才師出身のビートたけしとダウンタウンや形態模写出身のタモリ、落語家出身の明石家さんま、ショートコント出身のとんねるず、ウッチャンナンチャン、ネプチューン、くりぃむしちゅーのように、本来の芸域の痕跡を喪失したお笑いタレントも見られるようになった。
お笑いタレントというカテゴリーが確立して以降、NSCなどお笑い芸人養成学校が開校したり、インディーズ出身のお笑い芸人が出現し、隆盛するにつれ師弟制度が衰退した。また、先輩・後輩関係は年齢に関係なく芸歴を基準とされており、後輩は先輩に対して敬語を使うことが義務づけられる風潮があるが、プロダクションやメディアの多様化によって現在はやや緩和されている。
特に吉本興業、松竹芸能などの大手は今でも芸歴での基準を継続させており、養成所へ同時期に入っても一日でもデビューが早い方が先輩となり、当然敬語を使わないといけない。ただし他事務所の同い年の芸人に対しては、芸歴が浅くても当人同士が良ければ相応の対応も見られる。
また、バラエティ番組などで、司会者や出演者が漫才や落語の大物芸人に対しての敬称として「師匠」を付けることが一般的となっている（こういう人物の場合は往々にして志願して来た弟子がいる）。

## 傾向
バラエティ番組に多く出演し、それなりの芸歴になるとネタをしなくなる傾向があり、劇場付きの芸人、若手はネタ見せをするが、テレビが活動の中心になると年末年始の特番か、笑点の演芸コーナー程度になる。ただ、爆笑問題、さまぁ〜ず、バナナマンなどベテランとなっても定期的にライブを行ったり、テレビ番組などでネタを披露したり、作品をリリースすることに拘るお笑いタレントもいる。
お笑いタレントを目指す者は数多くいるが、デビューしてもテレビ番組に出演できるお笑いタレントは少数の厳しい世界であるためデビューして後、出世・成功したお笑いタレントはほんの一握りである。また収入も安定していないため挫折や苦労する者が多く、仕事を恒常的にもらえなければお笑いだけでは生活できずアルバイトをしながらの生活となる。一方、日の目を浴びてテレビに出演し引っ張りだこになってブレイクしたとしてもずっとお笑いタレントでいられる保証もなく、一時的には第一線で活躍していたお笑いタレントでも日が経つにつれて飽きられたりするなどして程なくして仕事が激減するなどしてアルバイト生活しなければならないほどになるパターンもある。そのため、バラエティー番組などに出演して自らの芸や身体を張った仕事などでインパクトを与えなければならず、賞レースで優勝したり、上位に入ることができてもバラエティー番組の分野で結果を残せずに消えてしまう芸人も多くいる。漫才師には漫才協会があり、そこに属している芸人もいるものの会長などの重役に就いた上でないと漫才のみで活躍するのは非常に難しい。一度ブレイクするも程なくして仕事が激減し、再ブレイクし今も第一線で活躍しているのは爆笑問題、有吉弘行、ヒロミなどである。
お笑いおよびテレビなどのメディアの世界では挨拶など上下関係や礼儀に厳しく、吉本興業は特に厳しいことで知られている。そのため、挨拶をしなかったり先輩や共演者に対して無礼を働くといくら人気があっても干されるケースも少なくない。同時にスタッフに対しての態度が悪いのも同様に仕事を失う一因にもなる。大物芸能人が干されたタレントに自ら声をかけたり、プロデューサーに出演を進言したりして番組にゲストやレギュラーで出演させたり、また各テレビ局への口利きによって仕事を回してくれるパターンも存在するがそれも稀なケースである。X-GUNは『タモリのボキャブラ天国』で人気になったが番組が終了すると一気に仕事が激減した。だが同時期に売れっ子になった爆笑問題から自身の番組の1コーナーの企画を任せられるなどして不遇の時代を乗り切れた。
売れても休みもほとんどもらえず、若手だけでなくそれなりに顔が売れている中堅芸人でさえも休暇を請求するとマネージャーや会社から叱られることもある。また過労やアクシデントで負傷しても個人事業主のため、サラリーマンの様な福利厚生は受けられず自己負担となる。
お笑いタレントとして夢破れてから放送作家に転身する者もいる。また、世界のナベアツのように、芸人と放送作家の二足のわらじで活動するものもいる。
近年のお笑い芸人は志向が変わり、おぎやはぎによれば昔は司会者や冠番組を持とうと殺気に満ちていたり、ライバル意識丸出しの芸人ばかりだったが、最近では2番手やいわゆる雛壇芸人志望で、丸く収め安定志向と言う芸人が多い。

## 司会業
1980年代頃から、お笑い芸人の司会業への進出が目覚しい。これをフジテレビジョン編成制作局バラエティ制作センター部長の吉田正樹は「お笑いブーム以降、テレビ局にお笑いのテイストが欲しいと考えられた」と語っており、加えて「90年代に吉本興業が本格的に東京進出してから、芸人がMCを務めるという関西の文化が輸入されたのではないか」と吉本興業の存在が深く関っていると述べている。一方、芸人はより上を狙うという意味で番組を仕切る司会者を目指す人が多い。制作者側と芸人本人のニーズが合致した結果、芸人が司会を務める事が多くなってきた。

## 事務所
多数のお笑いタレントを抱える事務所としては、吉本興業や松竹芸能、ワタナベエンターテインメントや浅井企画、太田プロダクション、TAP（旧：オフィス北野）、プロダクション人力舎、ホリプロコム、マセキ芸能社などが挙げられる。また、サンミュージックプロダクション、ソニー・ミュージックアーティスツ、オスカープロモーション、ケイダッシュステージなどの異業種からの参入も目立つ。